# Hayden Paddon
Hayden Paddon, né le 20 avril 1987 à Geraldine, est un pilote de rallye néo-zélandais. Il est double champion d'Europe des rallyes en 2023 et 2024.

## Biographie
Il commence la compétition automobile dès son plus jeune âge par le karting, son père Chris étant lui aussi un ancien pilote de rallye.
Son premier rallye est justement disputé en 2002, à 15 ans à peine. En 2006 il dispute son premier championnat national sur Mitsubishi Lancer Evo VIII.
En 2009 il remporte la bourse de l'Asia-Pacific Pirelli Star Driver lors du rallye d'Australie, étant le plus rapide des pilotes australiens lors de la première journée de course et obtenant ainsi le financement de sa participation à 6 épreuves de la saison mondiale suivante en Production. Dans la foulée il remporte aussi la bourse de l'International Rising Stars en Nouvelle-Zélande, s'assurant dès lors un financement complet en P-WRC (6 épreuves sur 9 disputées). En 2011 il participe à 5 des 7 manches pour obtenir un titre planétaire de la catégorie, sur une Subaru de sa propre équipe du New Zealand World Rally Team préparée par le Belgian Team Symtech Racing. En 2012 il dispute le championnat S-WRC sur Škoda Fabia S2000, remportant 2 victoires toujours avec sa propre équipe.
Il prend le départ au total de 29 manches du WRC entre 2007 et 2013, n'abandonnant qu'à 3 reprises et marquant 18 points. Son meilleur résultat est une 6e place en Australie en 2011, sur Subaru Impreza WRX STI.
En 2014, il rejoint l'équipe Hyundai Motorsport et participe à six manches du Championnat du Monde des rallyes au volant d'une Hyundai i20 WRC, il égale son meilleur résultat avec une 6e place en Australie, et décroche sa toute première victoire en spéciale en WRC, lors du rallye de Catalogne.

Avant la saison 2015 de WRC, il déclare avoir reçu des offres de Hyundai Motorsport et de Citroën Racing pour être l'un des titulaires en WRC. Choisissant de poursuivre l'aventure avec le constructeur coréen, il voit son programme élargi, avec une participation à l'ensemble des manches du WRC 2015 (mis à part le rallye Monte-Carlo). Il décroche son premier podium dans la discipline, lors du rallye de Sardaigne, après avoir mené quelque temps, devant finalement s'incliner devant Sébastien Ogier.

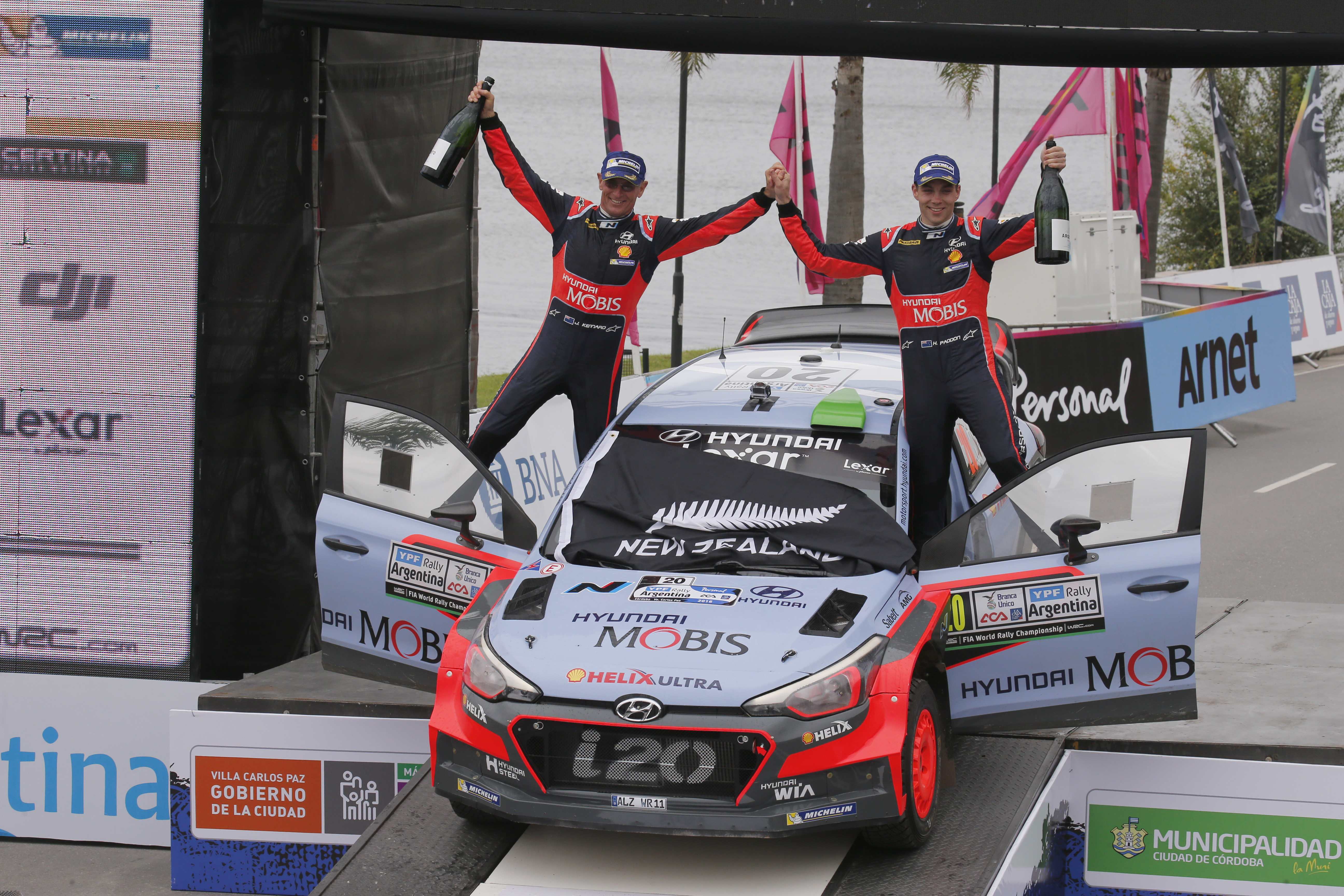
1re victoire d'Hayden Paddon en WRC, Rallye d'Argentine 2016.

En 2016, il reste dans l'équipe de Hyundai Motorsport et décroche son second podium lors du rallye de Suède. Au cours du Rallye d'Argentine, Hayden se hissera dans le trio de tête du Rallye et profitera de la sortie de route du leader Jari-Matti Latvala au cours de la troisième étape pour prendre la tête de l'épreuve devant Sébastien Ogier. Le lendemain, malgré un problème de boîte de vitesses, lui faisant perdre du temps et permettant à Ogier de revenir à 2,4 secondes juste avant le départ de la Power Stage, il répliquera en s'adjugeant la victoire dans la Power Stage, marquant ainsi 3 points bonus et remportera sa première victoire en WRC avec 14 secondes d'avance sur son poursuivant. Hayden et son copilote John Kennard deviennent ainsi les premiers pilotes et copilotes néo-zélandais à s'imposer au plus haut niveau du Rallye Automobile. Durant les deux rallyes suivants, Paddon effectue des sorties de route qui l'obligent à abandonner la course. Constamment dans les top 5 sur la seconde partie de saison, il termine à la quatrième place du championnat pilote.
Il fait à nouveau partie de l'équipe Hyundai Motorsport pour la saison 2017, composée également du Belge Thierry Neuville et de l'Espagnol Dani Sordo. L'équipe coréenne se présente comme la grande prétendante au titre constructeur, à la suite du retrait du constructeur allemand Volkswagen du championnat du monde des rallyes. Le soir du 19 janvier 2017, dans le cadre de la première spéciale du rallye de Monte Carlo, il percute mortellement, dans les Alpes-de-Haute-Provence, un spectateur, un photographe amateur espagnol mal placé de 50 ans.
Pour 2019, Hyundai décide de se passer de ses services en WRC en lui préférant Sébastien Loeb. Sans volant WRC 2019, Il tente de se reconvertir en Rallye Cross..

## Galerie photos

Hayden Paddon
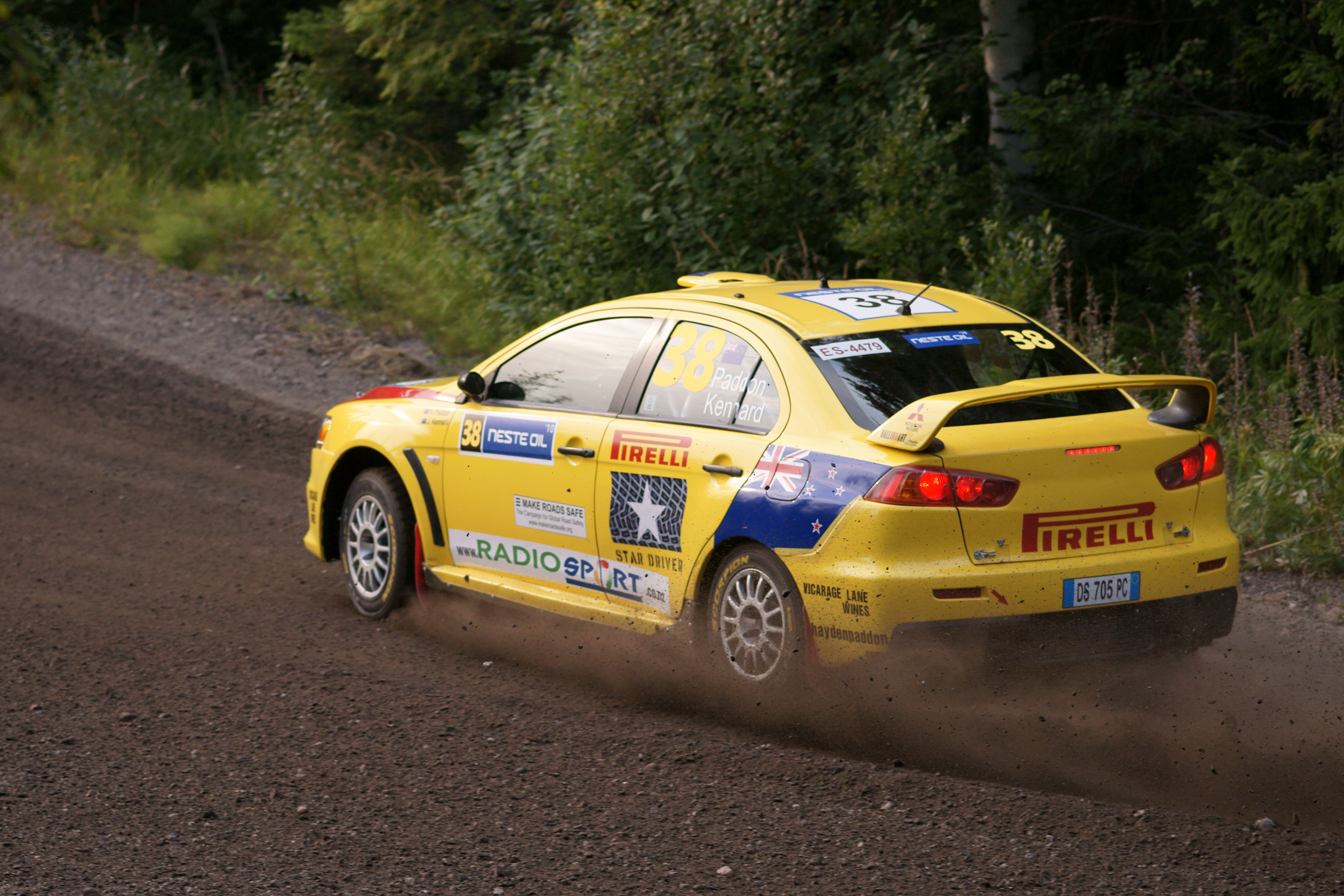
Mitsubishi Lancer Evo X - Rallye de Finlande 2010.
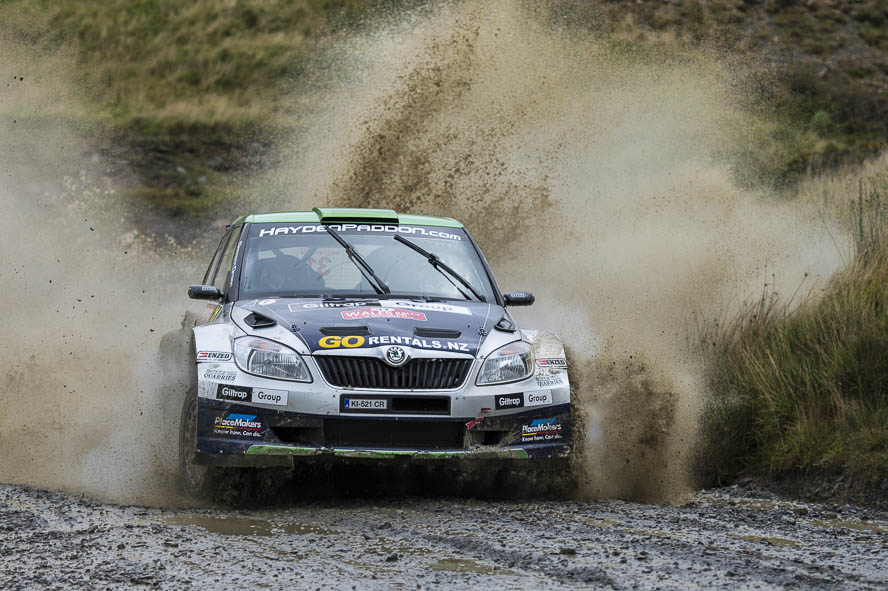
Škoda Fabia S2000 - Rallye du Pays de Galles 2012.
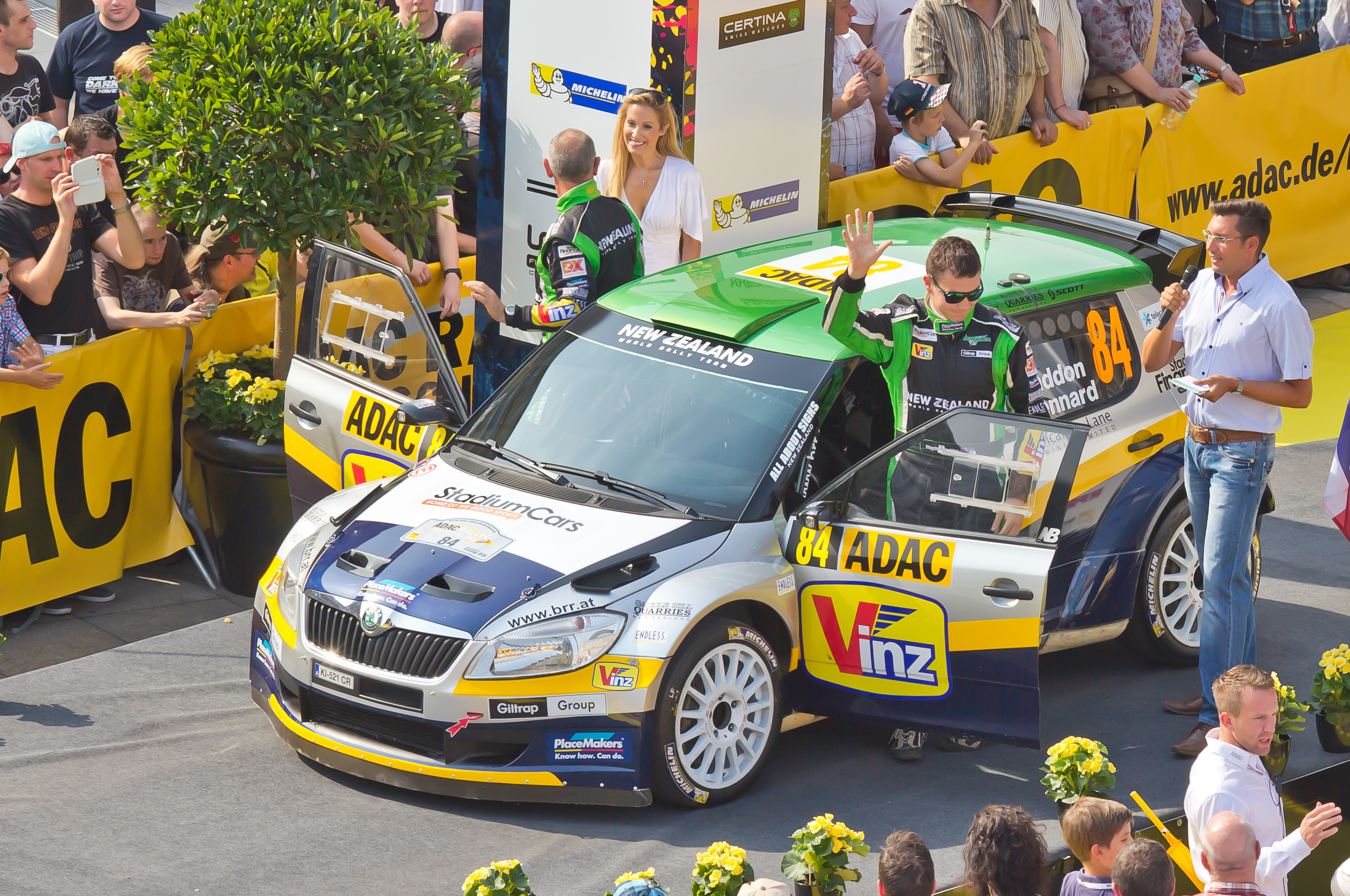
Škoda Fabia S2000 - Présentation des pilotes du Rallye d'Allemagne 2013.
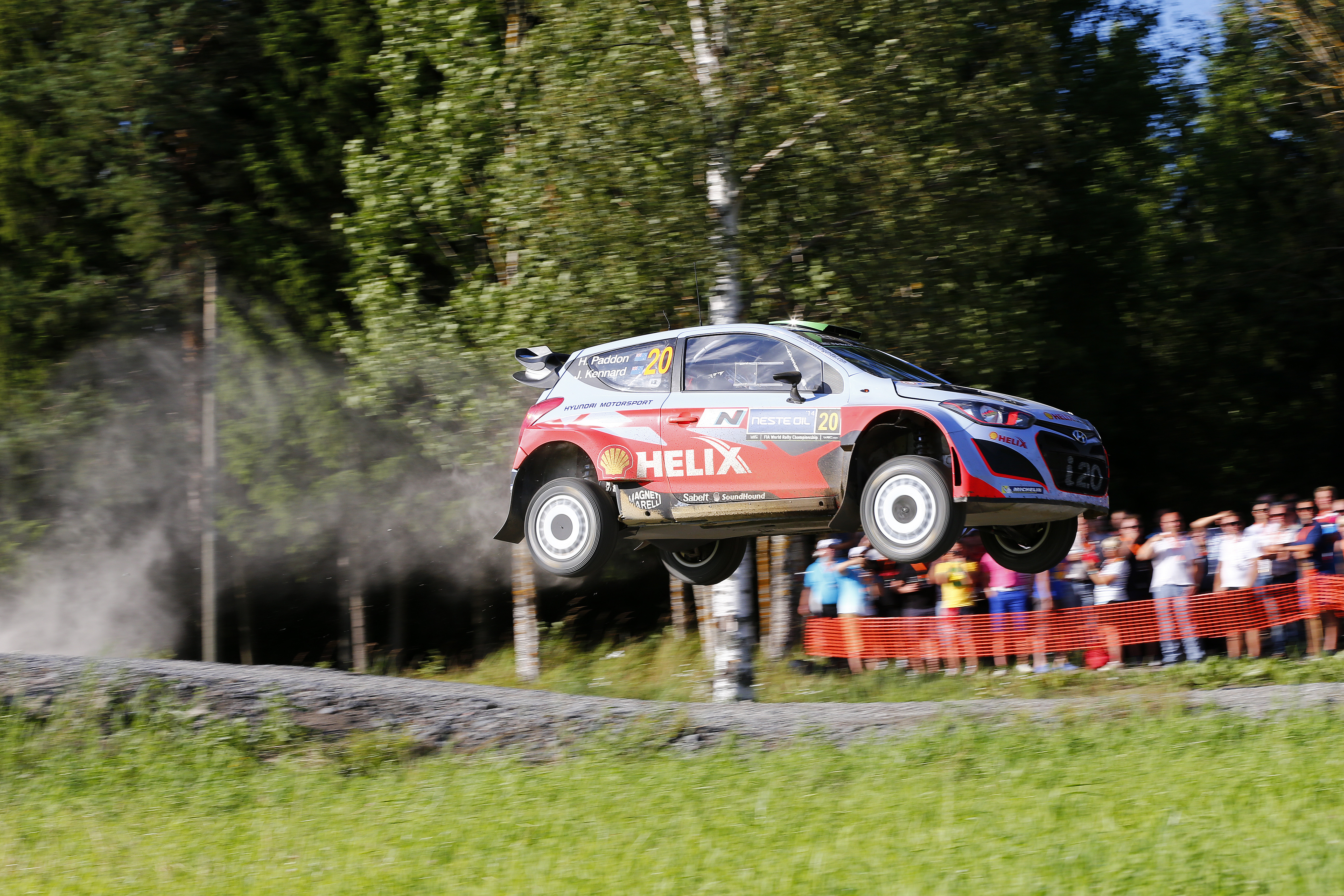
Hyundai i20 WRC - Rallye de Finlande 2014.
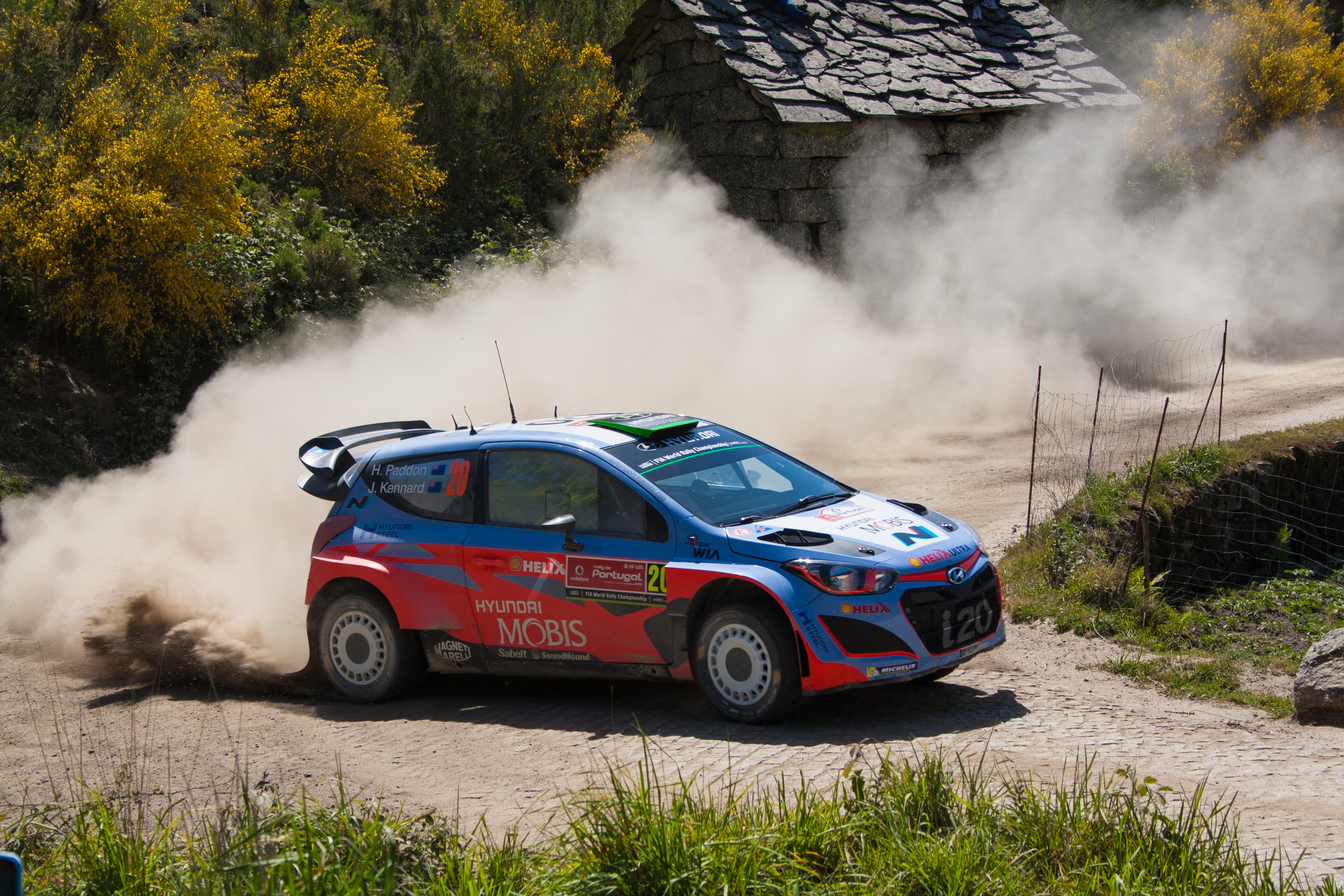
Hyundai i20 WRC - Rallye du Portugal 2015
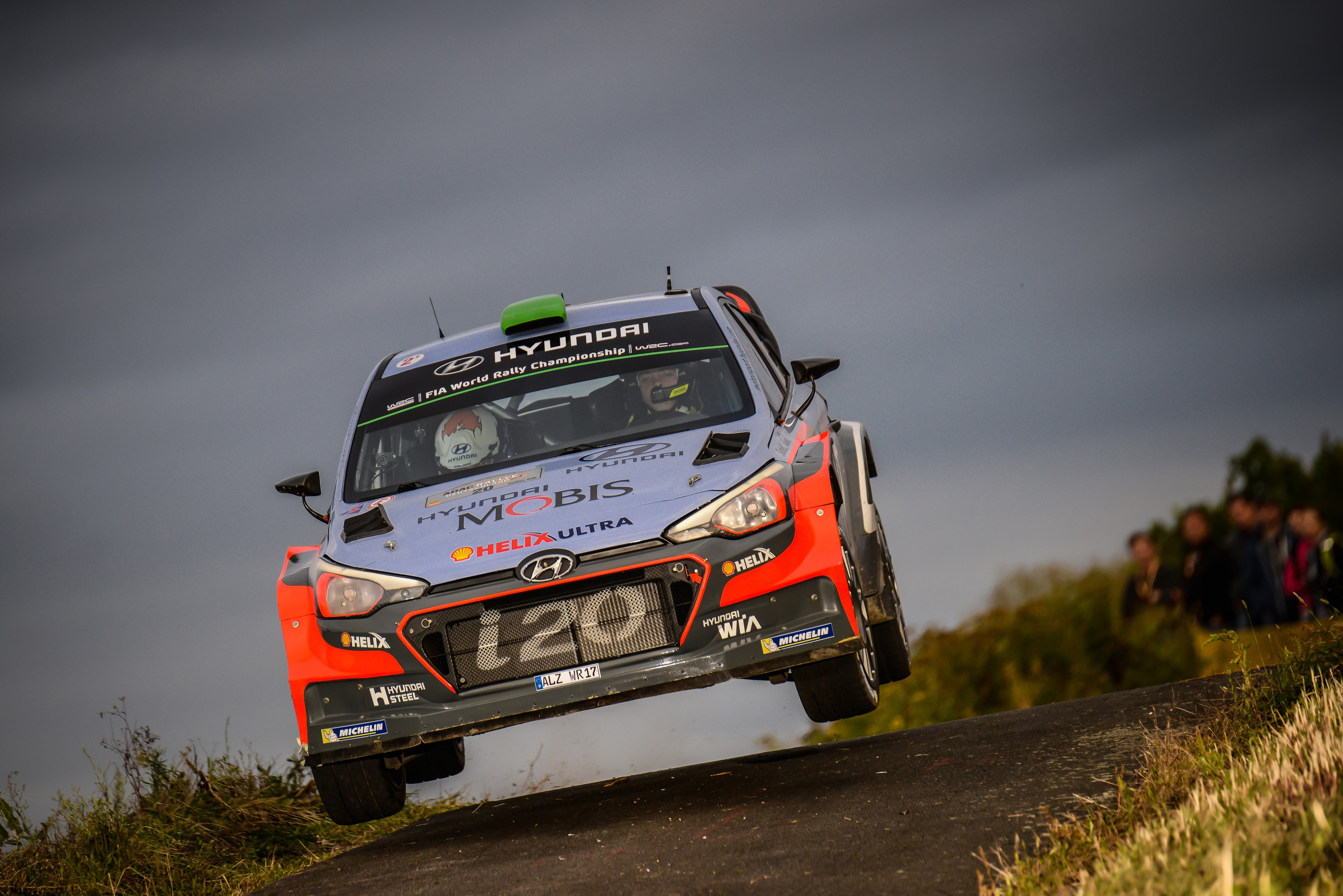
Hyundai NG i20 WRC - Rallye d'Allemagne 2016

## Palmarès

### Titres
- Champion du monde des voitures des Production (P-WRC) (Gr.N): 2011 (sur Subaru Impreza WRX STI);
- Coupe du Pacifique des rallyes: 2009 (sur Subaru Impreza WRX STI);
- Triple Champion de Nouvelle-Zélande des rallyes: 2008, 2009 et 2013;
- Double Champion de Nouvelle-Zélande des rallyes junior: 2006 et 2007;
  - Vice-champion de Nouvelle-Zélande des rallyes, en 2007 (à 1 point du vainqueur);
  - Vice-champion d'Asie-Pacifique des rallyes du groupe N, en 2000;
  - 2e de la Coupe du Pacifique, en 2010;
  - 3e du championnat du monde P-WRC (Gr.N), en 2010 (sur Mitsubishi Lancer Evo IX/X);
  - 3e du championnat de Nouvelle-Zélande, en 2011;

### Victoires
Victoires en Championnat Du Monde Des Rallyes (WRC) 
| # | Saison | Rallye                  | Pays      | Copilote     | Voiture         |
| - | ------ | ----------------------- | --------- | ------------ | --------------- |
| 1 | 2016   | 36e YPF Rally Argentina | Argentine | John Kennard | Hyundai i20 WRC |

### 5 victoires en P-WRC
- Rallye de Nouvelle-Zélande: 2010;
- Rallye du Portugal: 2011;
- Rallye d'Argentine: 2011;
- Rallye de Finlande: 2011;
- Rallye d'Australie: 2011;

### 2 victoire en S-WRC
- Rallye du Portugal: 2012;
- Rallye de Nouvelle-Zélande: 2012;

### Victoires notables en championnat de Nouvelle-Zélande
- Rallye de Whangarei: 2007, 2009, 2010, 2011 (2e au général), et 2013;
- Rallye d'Otago: 2009, 2011 et 2013;
- Rallye de Wairarapa: 2013;
- Rallye de Nouvelle-Zélande:  2011 (hors WRC, copilote John Kennard sur Subaru Impreza);

### Autre victoire notable
- Ronde Valtiberina: 2012.

## Résultats en rallye

### Résultats détaillés en championnat du monde des rallyes
| Saison     | Rallye | Rallye | Rallye | Rallye | Rallye | Rallye | Rallye | Rallye | Rallye | Rallye | Rallye | Rallye | Rallye | Rallye | Rallye | Rallye | Points | Classement final |
| ---------- | ------ | ------ | ------ | ------ | ------ | ------ | ------ | ------ | ------ | ------ | ------ | ------ | ------ | ------ | ------ | ------ | ------ | ---------------- |
| 2007       | MON    | SUE    | NOR    | MEX    | POR    | ARG    | ITA    | GRE    | FIN    | ALL    | NZL    | ESP    | FRA    | JPN    | IRL    | GBR    | 0      | -                |
| 2007       | -      | -      | -      | -      | -      | -      | -      | -      | -      | -      | 49e    | -      | -      | -      | -      | Ab.    | 0      | -                |
| P-WRC 2007 |        | -      |        | -      |        | -      |        | -      |        |        | 17e    |        |        | -      | -      | Ab.    | 0      | - (P-WRC)        |
|            |        |        |        |        |        |        |        |        |        |        |        |        |        |        |        |        |        |                  |
| 2008       | MON    | SUE    | MEX    | ARG    | JOR    | ITA    | GRE    | TUR    | FIN    | ALL    | NZL    | ESP    | FRA    | JPN    | GBR    |        | 0      | -                |
| 2008       | -      | -      | -      | -      | -      | -      | -      | -      | -      | -      | 13e    | -      | -      | -      | -      |        | 0      | -                |
| P-WRC 2008 |        | -      |        | -      |        |        | -      | -      | -      |        | 4e     |        |        | -      | -      |        | 5      | 21e (P-WRC)      |
|            |        |        |        |        |        |        |        |        |        |        |        |        |        |        |        |        |        |                  |
| 2009       | IRL    | NOR    | CYP    | POR    | ARG    | ITA    | GRE    | POL    | FIN    | AUS    | ESP    | GBR    |        |        |        |        | 0      | -                |
| 2009       | -      | -      | -      | -      | -      | -      | -      | -      | -      | 9e     | -      | -      |        |        |        |        | 0      | -                |
|            |        |        |        |        |        |        |        |        |        |        |        |        |        |        |        |        |        |                  |
| 2010       | SUE    | MEX    | JOR    | TUR    | NZL    | POR    | BUL    | FIN    | ALL    | JPN    | FRA    | ESP    | GBR    |        |        |        | 0      | -                |
| 2010       | -      | -      | -      | 26e    | 14e    | 20e    | -      | 21e    | 19e    | 12e    | 35e    | -      | 19e    |        |        |        | 0      | -                |
| P-WRC 2010 | -      | -      | -      |        | 1er    |        |        | 3e     | 2e     | 2e     | 7e     |        | 3e     |        |        |        | 97     | 3e (P-WRC)       |
|            |        |        |        |        |        |        |        |        |        |        |        |        |        |        |        |        |        |                  |
| 2011       | SUE    | MEX    | POR    | JOR    | ITA    | ARG    | GRE    | FIN    | ALL    | AUS    | FRA    | ESP    | GBR    |        |        |        | 10     | 18e              |
| 2011       | -      | -      | 11e    | -      | -      | 9e     | -      | 19e    | -      | 6e     | -      | 34e    | 13e    |        |        |        | 10     | 18e              |
| P-WRC 2011 | -      |        | 1er    |        |        | 1er    |        | 1er    |        | 1er    |        | 8e     | -      |        |        |        | 104    | 1re (P-WRC)      |
|            |        |        |        |        |        |        |        |        |        |        |        |        |        |        |        |        |        |                  |
| 2012       | MON    | SWE    | MEX    | POR    | ARG    | GRE    | NZL    | FIN    | GER    | GBR    | FRA    | ITA    | ESP    |        |        |        | 0      | -                |
| 2012       | -      | 23e    | -      | 16e    | -      | -      | 12e    | Ab.    | -      | 26e    | Ab.    | -      | 20e    |        |        |        | 0      | -                |
| S-WRC 2012 | -      | 4e     |        | 1er    |        |        | 1er    | Ab.    |        | 7e     | Ab.    |        | 5e     |        |        |        | 78     | 4e (S-WRC)       |
|            |        |        |        |        |        |        |        |        |        |        |        |        |        |        |        |        |        |                  |
| 2013       | MON    | SWE    | MEX    | POR    | ARG    | GRE    | ITA    | FIN    | GER    | AUS    | FRA    | ESP    | GBR    |        |        |        | 8      | 17e              |
| 2013       | -      | -      | -      | -      | -      | -      | -      | 11e    | 8e     | 16e    | -      | 8e     | -      |        |        |        | 8      | 17e              |
| WRC-2 2013 | -      | -      | -      | -      | -      | -      | -      | 3e     | 3e     | 5e     | -      | -      | -      |        |        |        | 40     | 12e (WRC-2)      |
|            |        |        |        |        |        |        |        |        |        |        |        |        |        |        |        |        |        |                  |
| 2014       | MON    | SWE    | MEX    | POR    | ARG    | ITA    | POL    | FIN    | GER    | AUS    | FRA    | ESP    | GBR    |        |        |        | 19     | 14e              |
| 2014       | -      | -      | -      | -      | -      | 12e    | 8e     | 8e     | -      | 6e     | -      | 9e     | 10e    |        |        |        | 19     | 14e              |
|            |        |        |        |        |        |        |        |        |        |        |        |        |        |        |        |        |        |                  |
| 2015       | MON    | SWE    | MEX    | ARG    | POR    | ITA    | POL    | FIN    | GER    | AUS    | FRA    | ESP    | GBR    |        |        |        | 84     | 9e               |
| 2015       | -      | 5e     | 17e    | 15e    | 8e     | 2e     | 4e     | Ab.    | 9e     | 5e     | 5e     | 6e     | 5e     |        |        |        | 84     | 9e               |
|            |        |        |        |        |        |        |        |        |        |        |        |        |        |        |        |        |        |                  |
| 2016       | MON    | SWE    | MEX    | ARG    | POR    | ITA    | POL    | FIN    | GER    | CHN    | FRA    | ESP    | GBR    | AUS    |        |        | 138    | 4e               |
| 2016       | 25e    | 2e     | 5e     | 1er    | Ab.    | Ab.    | 3e     | 5e     | 5e     | An.    | 6e     | 4e     | 4e     | 4e     |        |        | 138    | 4e               |
|            |        |        |        |        |        |        |        |        |        |        |        |        |        |        |        |        |        |                  |
| 2017       | MON    | SWE    | MEX    | FRA    | ARG    | POR    | ITA    | POL    | FIN    | GER    | ESP    | GBR    | AUS    |        |        |        | 74     | 8e               |
| 2017       | Ab.    | 7e     | 5e     | 6e     | 6e     | 29e    | Ab.    | 2e     | Ab.    | 8e     | -      | 8e     | 3e     |        |        |        | 74     | 8e               |
|            |        |        |        |        |        |        |        |        |        |        |        |        |        |        |        |        |        |                  |
| 2018       | MON    | SWE    | MEX    | FRA    | ARG    | POR    | ITA    | FIN    | GER    | TUR    | GBR    | ESP    | AUS    |        |        |        | 73     | 8e               |
| 2018       | -      | 5e     | -      | -      | -      | Ab.    | 4e     | 4e     |        | 3e     | 7e     | -      | 2e     |        |        |        | 73     | 8e               |

## Distinction
- Rookie of the year: 2006 (Nouvelle-Zélande).